# Línea Utsunomiya
Línea Utsunomiya (宇都宮線 Utsunomiya-sen?) es una línea férrea que es una sección de la Línea principal Tōhoku, administrada por East Japan Railway Company.

## Características y servicios
La Línea Utsunomiya es una vía férrea de 163,3 km. electrificada, contados desde la Estación Tokio hasta la Estación Kuroiso. Es parte de la red de East Japan Railway Company (JR East).
La Línea Utsunomiya comienza en la Estación Ueno en Tokio y va hasta la Estación Kuroiso en Nasushiobara en Tochigi.

El servicio de la Línea Utsunomiya se ha extendido hasta la Estación Tokio utilizando la vía de la Línea Ueno–Tokio. 

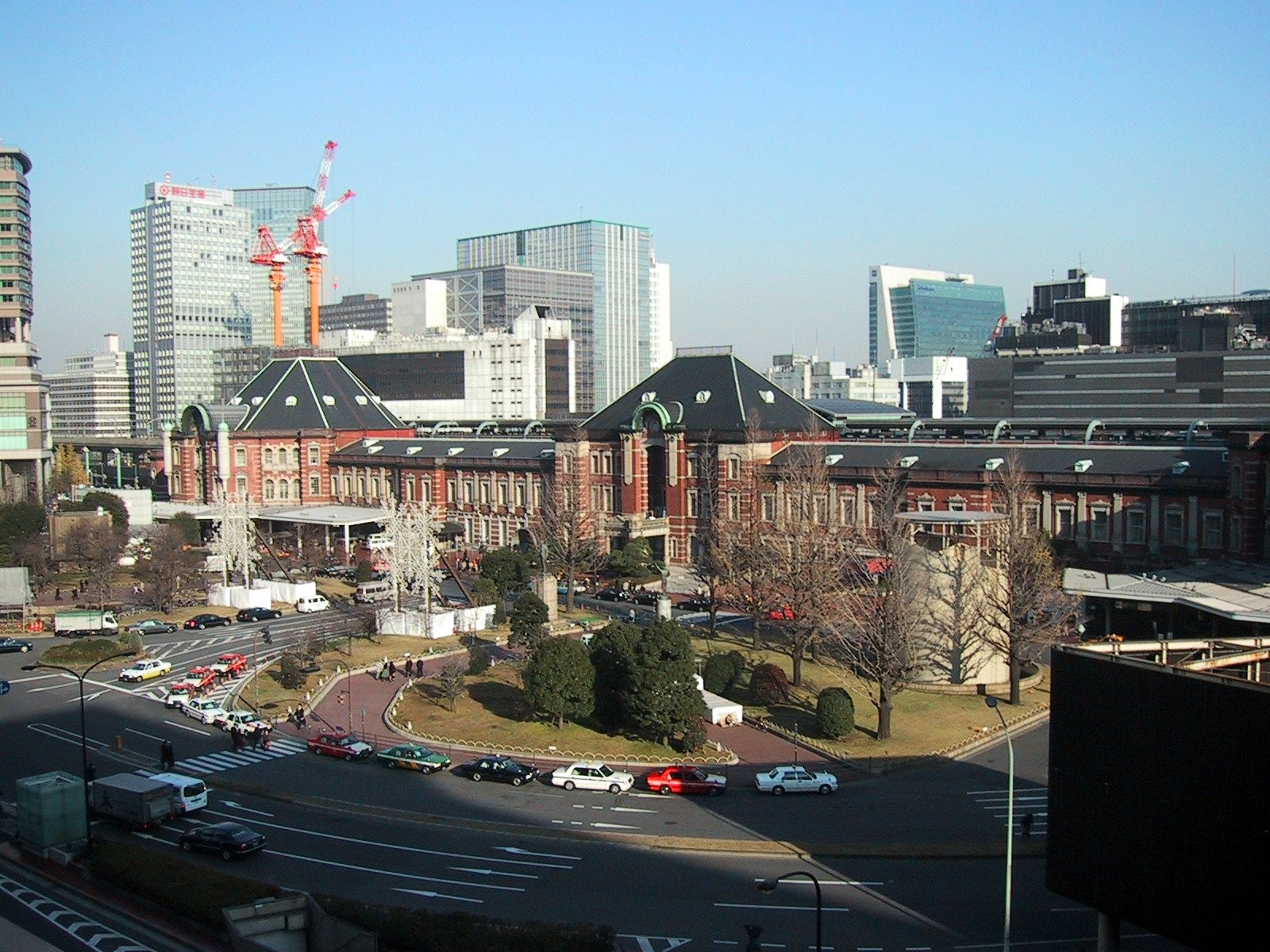
Estación Tokio

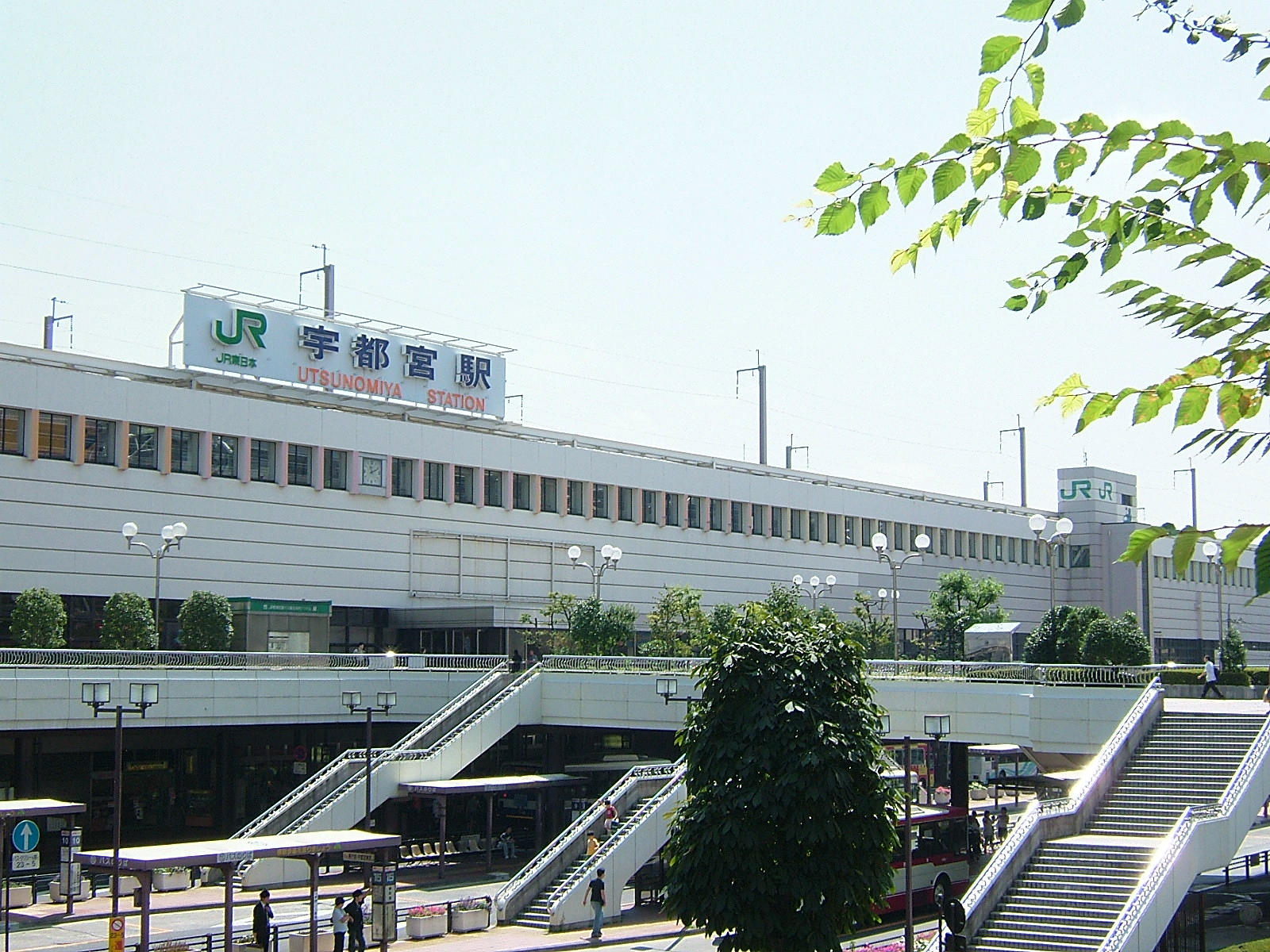
Estación Utsunomiya

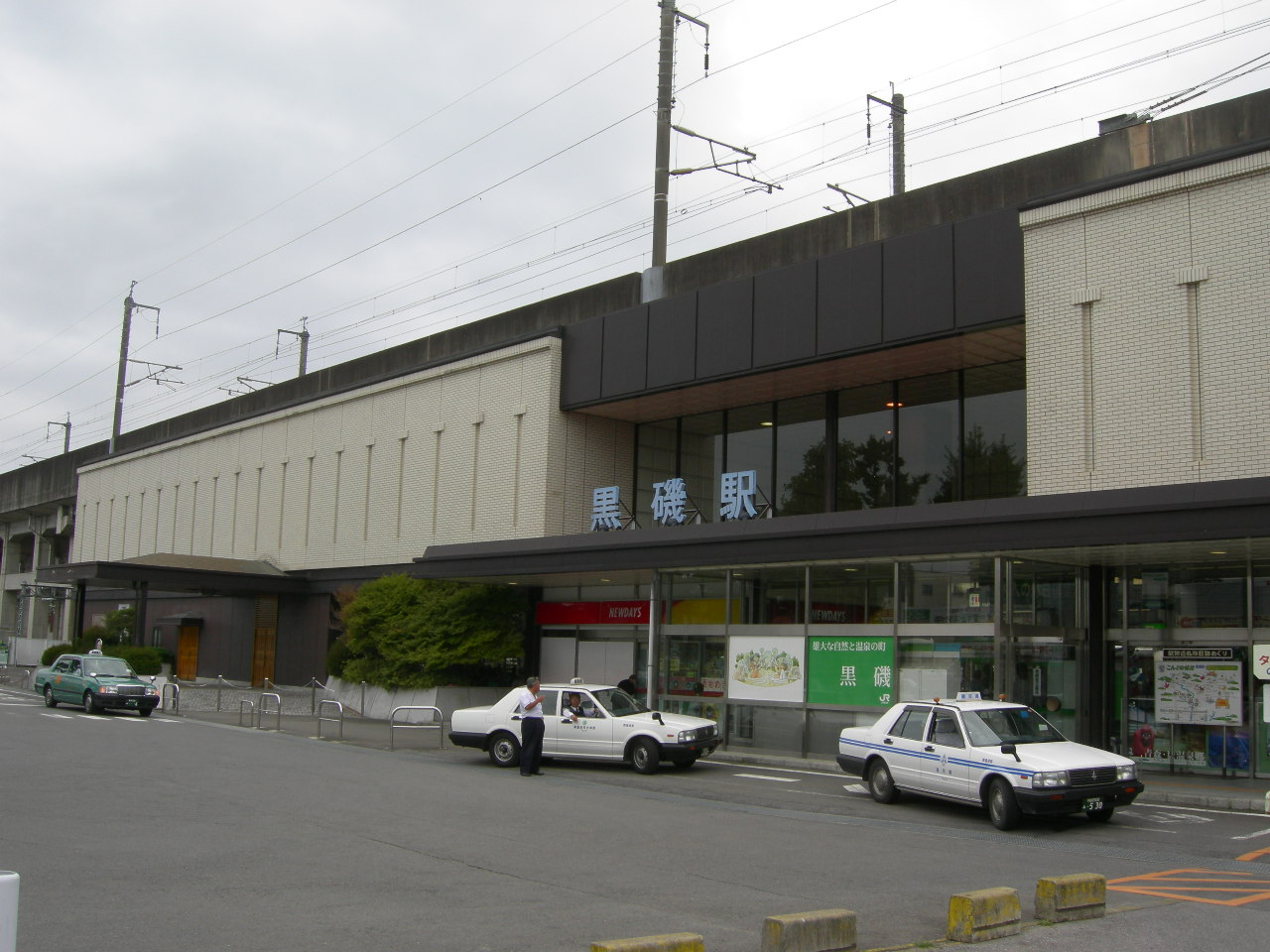
Estación Kuroiso

Los servicios en la Línea Utsunomiya se dividen típicamente en los que comienzan y terminan en la Estación Ueno y los de la Línea Shōnan-Shinjuku con servicios a las estaciones de Shinjuku, Ikebukuro, Shibuya y otras al sur. Al norte de la Estación Ueno, la Línea Shōnan-Shinjuku presta servicio hasta la Estación Utsunomiya.
Entre las estaciones Ueno y Ōmiya, los trenes comparten la pista con la Línea Takasaki, los cuales sirven como servicios expresos en comparación con la paralela Línea Keihin-Tōhoku. 
El servicio más rápido en la línea, Rápido Rabbit (conejo), hace el trayecto entre las estaciones Ueno y Utsunomiya en una hora y media aproximadamente.
Entre las estaciones Utsunomiya y Kuroiso, los trenes locales y rápidos de la Línea Utsunomiya paran en cada estación y hacen el recorrido en aproximadamente 50 minutos.

## Estaciones

Área en Tokio de la Línea Utsunomiya
Revisión marzo de 2015.

Los trenes locales, excluyendo la Línea Shōnan-Shinjuku, paran en todas las estaciones. Los trenes Rápido Rabbit (R), Rápido Commuter(C) y los trenes de la Línea Shōnan-Shinjuku paran en las estaciones marcadas con "●" y pasan las marcadas "|".
| Estación | Nombre japonés       | Distancia (km)   | Distancia (km)  | Distancia (km)   | R  | C  | Línea Shōnan- Shinjuku | Línea Shōnan- Shinjuku | Transferencias | Ubicación         | Ubicación |
| Estación | Nombre japonés       | Entre estaciones | Total           | Total            | R  | C  | Línea Shōnan- Shinjuku | Línea Shōnan- Shinjuku | Transferencias | Ubicación         | Ubicación |
| Estación | Nombre japonés       | Entre estaciones | De Ueno vía Oku | De Tokio via Ōji | R  | C  | Local                  | Rápido                 | Transferencias | Ubicación         | Ubicación |
| --- | -------------------- | ---------------- | --------------- | ---------------- | -- | -- | ---------------------- | ---------------------- | --- | ----------------- | --------- |
| Servicios a través de la Línea Ueno-Tokio hasta la Estación Tokio y a la Estación Shinagawa por la Línea principal Tōkaidō. |                      |                  |                 |                  |    |    |                        |                        | |                   |           |
| Tokio JU01 | 東京                 | -                | -               | 0.0              | ●  |    | ∥                      | ∥                      | - Tohoku Shinkansen - Jōetsu Shinkansen - Línea principal Tōkaidō - Línea Chūō (Rápida) - Línea Yamanote - Línea Keihin-Tōhoku - Línea Yokosuka - Línea Keiyō - Tōkaidō Shinkansen - Tokio Metro Línea Marunouchi - Tokio Metro Línea Tōzai ⇒ Estación Ōtemachi - Tokio Metro Línea Chiyoda ⇒ Estación Nijūbashimae - Tokio Metro Línea Toei Mita ⇒ Estación Ōtemachi | Chiyoda           | Tokio     |
| Ueno JU02 | 上野                 | 3.6              | 0.0             | 3.6              | ●  | ●  | ∥                      | ∥                      | - Tohoku Shinkansen - Jōetsu Shinkansen - Línea Jōban - Línea Keihin-Tōhoku - Línea Takasaki - Línea Yamanote - Tokio Metro Línea Ginza - Tokio Metro Línea Hibiya - Línea principal Keisei ⇒ Estación Keisei Ueno | Taitō             | Tokio     |
| (Nippori) | (日暮里)             | 2.2              | -               | -                | ｜ | ｜ | ∥                      | ∥                      | | Arakawa           | Tokio     |
| Oku JU 03 | 尾久                 | 2.6              | 4.8             | -                | ｜ | ●  | ∥                      | ∥                      | | Kita              | Tokio     |
| Akabane JU04 | 赤羽                 | 5.0              | 9.8             | 13.2             | ●  | ●  | ●                      | ●                      | - Línea Shōnan-Shinjuku - Línea Keihin-Tōhoku - Línea Saikyō | Kita              | Tokio     |
| Urawa JU05 | 浦和                 | 11.0             | 20.8            | 24.2             | ●  | ●  | ●                      | ●                      | Línea Shōnan-Shinjuku Línea Keihin-Tōhoku | Urawa-ku Saitama  | Saitama   |
| Saitama-Shintoshin JU06 | さいたま新都心       | 4.5              | 25.3            | 28.7             | ｜ | ｜ | ｜                     | ｜                     | Línea Keihin-Tōhoku | Ōmiya-ku Saitama  | Saitama   |
| Ōmiya JU07 | 大宮                 | 1.6              | 26.9            | 30.3             | ●  | ●  | ●                      | ●                      | - Tōhoku Shinkansen - Jōetsu Shinkansen - Línea Takasaki - Línea Shōnan-Shinjuku - Línea Keihin-Tōhoku - Línea Saikyō - ■ Línea Kawagoe - Línea Tōbu Urban Park - ■ New Shuttle (Línea Ina) | Ōmiya-ku Saitama  | Saitama   |
| Fin de sección suburbana |                      |                  |                 |                  |    |    |                        |                        | | Ōmiya-ku Saitama  | Saitama   |
| Toro | 土呂                 | 3.0              | 29.9            | 33.3             | ｜ | ｜ | ●                      | ｜                     | | Kita-ku Saitama   | Saitama   |
| Higashi-Ōmiya | 東大宮               | 2.1              | 32.0            | 35.4             | ｜ | ｜ | ●                      | ｜                     | | Minuma-ku Saitama | Saitama   |
| Hasuda | 蓮田                 | 3.8              | 35.8            | 39.2             | ●  | ｜ | ●                      | ●                      | | Hasuda            | Saitama   |
| Shiraoka | 白岡                 | 4.3              | 40.1            | 43.5             | ｜ | ｜ | ●                      | ｜                     | | Shiraoka          | Saitama   |
| Shin-Shiraoka | 新白岡               | 2.4              | 42.5            | 45.9             | ｜ | ｜ | ●                      | ｜                     | | Shiraoka          | Saitama   |
| Kuki | 久喜                 | 3.0              | 45.5            | 48.9             | ●  | ●  | ●                      | ●                      | Línea Tōbu Isesaki | Kuki              | Saitama   |
| Higashi-Washinomiya | 東鷲宮               | 2.7              | 48.2            | 51.6             | ｜ | ｜ | ●                      | ｜                     | | Kuki              | Saitama   |
| Kurihashi | 栗橋                 | 5.6              | 53.8            | 57.2             | ｜ | ｜ | ●                      | ｜                     | Línea Tōbu Nikkō | Kuki              | Saitama   |
| Koga | 古河                 | 7.5              | 61.3            | 64.7             | ●  | ●  | ●                      | ●                      | | Koga              | Ibaraki   |
| Nogi | 野木                 | 4.7              | 66.0            | 69.4             | ｜ | ｜ | ●                      | ｜                     | | Nogi              | Tochigi   |
| Mamada | 間々田               | 3.9              | 69.9            | 73.3             | ｜ | ｜ | ●                      | ｜                     | | Oyama             | Tochigi   |
| Oyama | 小山                 | 7.3              | 77.2            | 80.6             | ●  | ●  | ●                      | ●                      | - Tohoku Shinkansen - ■ Línea Mito - ■ Línea Ryōmō | Oyama             | Tochigi   |
| Koganei | 小金井               | 7.5              | 84.7            | 88.1             | ●  | ●  | ●                      | ●                      | | Shimotsuke        | Tochigi   |
| Jichi Medical University | 自治医大             | 2.6              | 87.3            | 90.7             | ●  | ●  | ●                      | ●                      | | Shimotsuke        | Tochigi   |
| Tochigi | 石橋                 | 4.7              | 92.0            | 95.4             | ●  | ●  | ●                      | ●                      | | Shimotsuke        | Tochigi   |
| Terminal de carga Utsunomiya                                                                                                | 宇都宮貨物ターミナル | 1.2              | 93.2            | 96.6             | ｜ | ｜ | ｜                     | ｜                     | | Kaminokawa        | Tochigi   |
| Suzumenomiya | 雀宮                 | 5.2              | 98.4            | 101.8            | ●  | ●  | ●                      | ●                      | | Utsunomiya        | Tochigi   |
| Utsunomiya | 宇都宮               | 7.7              | 106.1           | 109.5            | ●  | ●  | ●                      | ●                      | - Tōhoku Shinkansen - ■ Línea Nikkō | Utsunomiya        | Tochigi   |
| Okamoto | 岡本                 | 6.2              | 112.3           | 115.7            | ●  | ●  |                        |                        | | Utsunomiya        | Tochigi   |
| Hōshakuji | 宝積寺               | 5.5              | 117.8           | 121.2            | ●  | ●  |                        |                        | ■ Línea Karasuyama | Takanezawa        | Tochigi   |
| Ujiie | 氏家                 | 5.9              | 123.7           | 127.1            | ●  | ●  |                        |                        | | Sakura            | Tochigi   |
| Kamasusaka | 蒲須坂               | 4.5              | 128.2           | 131.6            | ●  | ●  |                        |                        | | Sakura            | Tochigi   |
| Kataoka | 片岡                 | 3.9              | 132.1           | 135.5            | ●  | ●  |                        |                        | | Yaita             | Tochigi   |
| Yaita | 矢板                 | 6.3              | 138.4           | 141.8            | ●  | ●  |                        |                        | | Yaita             | Tochigi   |
| Nozaki | 野崎                 | 4.8              | 143.2           | 146.6            | ●  | ●  |                        |                        | | Ōtawara           | Tochigi   |
| Nishi-Nasuno | 西那須野             | 5.2              | 148.4           | 151.8            | ●  | ●  |                        |                        | | Nasushiobara      | Tochigi   |
| Nasushiobara | 那須塩原             | 6.0              | 154.4           | 157.8            | ●  | ●  |                        |                        | Tōhoku Shinkansen | Nasushiobara      | Tochigi   |
| Kuroiso | 黒磯                 | 5.5              | 159.9           | 163.3            | ●  | ●  |                        |                        | ■ Línea principal Tōhoku para estaciones Shin-Shirakawa, Kōriyama, Fukushima, Sendai, Morioka e intermedias. | Nasushiobara      | Tochigi   |

1. ↑  Algunos trenes de la Línea Karasuyama funcionan a través de la Línea Utsunomiya (Línea principal Tōhoku) a la Estación Utsunomiya.

## Antecedentes
La construcción de la Línea principal Tōhoku comenzó en la región de Kantō y se extendió al extremo norte de la isla Honshu, a la ciudad de Aomori. Es una de las líneas ferroviarias más antiguas de Japón, cuya construcción comenzó a finales del siglo XIX. Hasta el 1 de noviembre de 1906, la línea fue manejada por la compañía privada Nippon Railway.
En 1883, el primer segmento entre la Estación Ueno y la localidad de Kumagaya se abrió. En 1885, se extendió a la estación Utsunomiya, pero el río Tone era atravesado en bote. Después de la construcción del puente sobre el río Tone en 1886, las estaciones Utsunomiya y Ueno fueron conectadas directamente. La línea se extendió gradualmente más hacia el norte; a Kōriyama, Sendai, Ichinoseki y Morioka. En 1891, el segmento entre Morioka y Aomori se abrió, creando la línea ferroviaria continua más larga en Japón.
Después de 1906, la línea fue nacionalizada y se convirtió en la Línea principal Tohoku manejada por el Ministerio de Ferrocarriles (Japanese Government Railways). Cuando la Estación Tokio se abrió en 1925, la Línea principal de Tōhoku fue extendida de la Estación Ueno a la nueva estación. 